# Deutsche Badminton-Mannschaftsmeisterschaft 1963/64
Die Deutsche Badminton-Mannschaftsmeisterschaft 1963/64 bestand aus einer regionalen Ligenrunde, auf welche eine Zwischenrunde in vier Gruppen folgte. Die vier Sieger qualifizierten sich für das einrundige Halbfinale, auf welches das Finale am 31. Mai 1964 in Lübeck folgte. Meister wurde souverän der MTV München von 1879, welcher im Endspiel VfL Bochum mit 6:2 besiegte.

## Zwischenrunde

### Gruppe Nord

#### 1. Spieltag
Eintracht Aumund – BSC Rehberge 1945 2:6

VfB Lübeck – Hamburger FC 55 6:2

#### 2. Spieltag
BSC Rehberge 1945 – Hamburger FC 55 0:8

Eintracht Aumund – VfB Lübeck 0:8

#### 3. Spieltag
Hamburger FC 55 – Eintracht Aumund 6:2

VfB Lübeck – BSC Rehberge 1945 5:3

### Gruppe Mitte

#### 1. Spieltag
1. Wiesbadener BC – SG Blau-Gold Braunschweig –

#### 2. Spieltag
VfL Bochum – 1. Wiesbadener BC 5:3

#### 3. Spieltag
SG Blau-Gold Braunschweig – VfL Bochum 3:5

### Gruppe Südwest

#### 1. Spieltag
TuS Wiebelskirchen – PSV Bad Kreuznach 8:0

#### 2. Spieltag
1. BC Beuel – TuS Wiebelskirchen 7:1

#### 3. Spieltag
PSV Bad Kreuznach – 1. BC Beuel 0:8

### Gruppe Süd

#### 1. Spieltag
MTV München von 1879 – TV Waldhof 8:0

PSV Ludwigshafen – TSV 1948 Eningen 4:4

#### 2. Spieltag
TSV 1948 Eningen – TV Waldhof 5:3

#### 3. Spieltag
PSV Ludwigshafen – MTV München von 1879 1:7

TSV 1948 Eningen – MTV München von 1879 1:7

## Halbfinale
1. BC Beuel – VfL Bochum 4:4 (9:10)

MTV München 1879 – VfB Lübeck 2:6

## Finale
MTV München 1879 – VfL Bochum 6:2

## Endstand
- 1. MTV München von 1879
(Franz Beinvogl, Günter Ledderhos, Siegfried Betz, Rupert Liebl, Ursula Verhoeven, Anke Witten)
- 2. VfL Bochum
(Friedhelm Wulff, Peter Birtel, Jürgen Mainzer, Rolf Czajka, Horst Schmidt, Karin Willkner, Margret Burkhardt)
- 3. VfB Lübeck
(Ulrich Adler, Jürgen Jipp, Uwe Schicktanz, Manfred Puck, Herr Bertold, Anneli Hennen, Helga Kofahl)
- 3. 1. BC Beuel
(Karl Breitkopf, Toni Krämer, Walter Stuch, Paul Rolef, Lore Hawig, Luise Schmitz)